# فريدي لويس
فريدي لويس (بالإنجليزية: Freddie Lewis) مواليد 1 يوليو 1943 في هنغتينغتون، هو لاعب كرة سلة أمريكي معتزل. بدأ مسيرته الاحترافية في سنة 1966. تم اختياره من قبل فريق سكرامنتو كينغز خلال الدرافت. يبلغ طوله 6 قدم 0 بوصة (1.8 م). اعتزل اللعب في 1977.

## المسيرة الاحترافية
لعب مع سكرامنتو كينغز في موسم 1966–1967، ثم لعب مع إنديانا بايسرز من سنة 1967 إلى 1974، ثم لعب مع إنديانا بايسرز في موسم 1976–1977.

## روابط خارجية
- فريدي لويس على موقع إن بي أي (الإنجليزية)
- فريدي لويس على موقع سبورتس رفرنس (الإنجليزية)
- فريدي لويس على موقع كلية كرة السلة في سبورتس رفرنس.كوم (الإنجليزية)
- فريدي لويس على موقع ريلجم (الإنجليزية)